# Speckled Trout Creek
Speckled Trout Creek är ett vattendrag i Kanada.   Det ligger i provinsen Ontario, i den sydöstra delen av landet, 700 km väster om huvudstaden Ottawa.
I omgivningarna runt Speckled Trout Creek växer i huvudsak blandskog. Trakten runt Speckled Trout Creek är nära nog obefolkad, med mindre än två invånare per kvadratkilometer.